# Le Piment de la vie
Pour plus de détails, voir Fiche technique et Distribution.
Le Piment de la vie (titre original : The Thrill of It All) est une comédie romantique américaine de Norman Jewison sortie en 1963.

## Synopsis
Dr Gerald Boyer (James Garner) est médecin gynécologue à Manhattan, spécialisé dans les grossesses compliquées et délicates. Pour le remercier du miracle accompli par la grossesse de Mme Fraleigh (Arlene Francis), elle et son mari Gardiner (Edward Andrews), directeur d'une agence de publicité, l'invitent à dîner avec sa femme Bervely Boyer (Doris Day). À la suite d'une anecdote avec ses enfants, Beverley est choisie par Gardiner pour faire de la publicité pour un savon. Prise pour un contrat de publicité d'un an, elle est de plus en plus absente de la maison et voit sa notoriété grandir. Cette situation commence à peser sur son mari...

## Fiche technique
- Titre : Le Piment de la vie
- Titre original : The Thrill of It All
- Réalisation : Norman Jewison
- Scénario : Carl Reiner d'après une histoire de Larry Gelbart et Carl Reiner
- Production  : Ross Hunter et Martin Melcher
- Société de production : Universal Pictures, Ross Hunter Productions Inc. et Arwin Productions
- Société de distribution : Universal Pictures
- Musique : Frank De Vol
- Photographie : Russell Metty
- Montage : Milton Carruth
- Direction artistique : Robert F. Boyle et Alexander Golitzen
- Décorateur de plateau : Howard Bristol
- Costumes : Jean Louis
- Pays d'origine : États-Unis
- Format : Couleur Eastmancolor - Son : Mono (Westrex Recording System)
- Genre : Comédie
- Durée : 108 minutes
- Dates de sortie :
  - États-Unis :17 juillet 1963
  - France : 4 décembre 1963

## Distribution
- Doris Day (VF : Claire Guibert) : Beverly Boyer
- James Garner (VF : René Arrieu) : Dr Gerald Boyer
- Arlene Francis (VF : Lita Recio) : Mme Fraleigh
- Edward Andrews : Gardiner Fraleigh
- Reginald Owen : le vieux Tom Fraleigh
- Zasu Pitts (VF : Denise Grey) : Olivia
- Elliott Reid (VF : Philippe Mareuil) : Palmer
- Alice Pearce : la femme d'Irving
- Kym Karath : Maggie Boyer
- Brian Nash : Andy Boyer
- Lucy Landau (VF : Louisa Colpeyn) : Mme Goethe
- Paul Hartman : Dr Taylor
- Hayden Rorke : Billings
- Alex Gerry : Stokely
- Robert Gallagher : Van Camp
- Gertrude Flynn : Céline